# Porri
Porri ist eine französische Gemeinde auf der Mittelmeerinsel Korsika. Sie gehört zum Département Haute-Corse, zum Arrondissement Corte und zum Kantons Casinca-Fiumalto. Die Bewohner nennen sich Porrinchi.

## Geografie
Das Siedlungsgebiet liegt auf ungefähr 550 Metern über dem Meeresspiegel nahe dem 1218 m hohen Mont Sant' Anghjulu. Dazu gehören neben der Hauptsiedlung auch die Weiler Panicale, Casanova und Curona, letzterer auf ungefähr 600 m. ü. M. Nachbargemeinden sind Sorbo-Ocagnano im Norden, Penta-di-Casinca und Castellare-di-Casinca im Nordosten, Taglio-Isolaccio, Pruno und Pero-Casevecchie im Südosten, Casalta im Südwesten, Silvareccio im Westen und Loreto-di-Casinca im Nordwesten.

## Bevölkerungsentwicklung
| Jahr      | 1962 | 1968 | 1975 | 1982 | 1990 | 1999 | 2008 | 2012 |
| --------- | ---- | ---- | ---- | ---- | ---- | ---- | ---- | ---- |
| Einwohner | 129  | 84   | 74   | 36   | 34   | 47   | 57   | 57   |